# Guáscuaro de Múgica
Guáscuaro de Múgica es una localidad del estado mexicano de Michoacán. Es parte del municipio de Tingüindín.

## Toponimia
El nombre «Guáscuaro» proviene del purépecha: guashúscaro. Su significado es «lugar en donde se obtienen palos para las hachas». El nombre «Múgica» rinde homenaje a Francisco J. Múgica, diputado del Congreso Constituyente de 1917 y Gobernador de Michoacán de 1920 a 1922.

## Demografía
| Gráfica de evolución demográfica |
|                                  |

| Censo | Población |
| ----- | --------- |
| 1900  | 451       |
| 1910  | 399       |
| 1921  | 857       |
| 1930  | 410       |
| 1940  | 500       |
| 1950  | 524       |
| 1960  | 800       |
| 1970  | 820       |
| 1980  | 793       |
| 1990  | 909       |
| 2000  | 981       |
| 2010  | 902       |
| 2020  | 1049      |